# Плазма
 Тази статия е за йонизиран газ.  За съставната част на кръвта вижте кръвна плазма.  
Плазма (от гръцки: πλάσμα, „нещо оформено“) е едно от четирите фундаментални агрегатни състояния на веществото, наред с твърдото, течното и газообразното състояние.
Плазмата може да се формира при нагряване на газ или подлагането му на силно електромагнитно поле, създадено от лазер или микровълнов генератор. По този начин се предизвиква йонизация – формиране на електрически заредени йони, при което се разрушават съществуващите ковалентни връзки. Йоните имат голяма относителна концентрация, еднаква или почти еднаква за положителните и отрицателните йони, като скоростта на движението им под действието на външно електрическо поле е по-малка от топлинната им скорост на движение.
Наличието на голям брой носители на заряд прави плазмата електропроводима и силно чувствителна към въздействието на електромагнитни полета. Подобно на газовете, плазмата няма определена форма или обем, освен ако е затворена в съд. За разлика от газовете, под влияние на магнитно поле тя може да образува структури, като нишки и лъчи.
Плазмата е най-разпространената форма на барионна материя във Вселената, (ако не се отчита хипотетичната тъмна материя, за която не е изяснено дали е барионна). Основната част от плазмата формира разредените междугалактически области на космическото пространство, най-вече междуклъстерната среда, както и звездите, включително Слънцето. Играе важна роля в космическите процеси, тъй като в нея протичат естествените термоядрени реакции – източник на звездната енергия. Освен това тя се среща в йоносферата, в светкавиците, а изкуствено се създава при някои газови разряди, при електрическа дъга, електрическа искра и други. Плазмата изпълва разрядното пространство на газотроните и тиратроните, интересно приложение има в плазмените дисплеи.
Явлението е открито през 1879 година, а названието плазма получава през 1928 г. Повечето сведения за плазмата са резултат от изследванията, насочени към създаване на управляем термоядрен синтез, научна основа на които е физиката на плазмата.

## Свойства
Характерно свойство на плазмата е възможността в нея да възникват електромагнитни трептения на йоните с много широк честотен спектър – от звукова честота до честоти от порядъка на милиони трептения в секунда. Тя има диамагнитни свойства и е добър проводник на електрически ток. Интересът към плазмата е силно повишен във връзка с проблемите на управляемите термоядрени реакции, при които е необходимо получаване на плазма с много висока температура. Действието на подходящи силни магнитни полета служи за задържане на плазмата в дадено пространство и откъсване от стените на съда, което води до стабилизиране и термоизолация. Така може да се получи плазма с температура няколко десетки милиона келвина, а се очаква и до няколкостотин милиона градуса, достатъчна за протичане на термоядрена реакция. Не са преодолени всички трудности при образуването на напълно стабилна, дълготрайна, високотемпературна плазма, необходима за получаване на енергия за сметка на ядрен синтез.

### Определение
Плазма е частично или напълно йонизиран газ, в който плътностите на положителните и отрицателните заряди са практически еднакви. Не всяка система от заредени частици може да се нарече плазма.

### Диапазон на параметрите
Размерите на плазмения поток варират в много широки граници, но характеристиките на плазми с привидно различаващи се параметри могат да бъдат сходни. Долната таблица отчита само конвенционалните атомни плазми, а не особени явления, като кварк-глуонната плазма:
| Свойство                            | Земни плазми                                                              | Космически плазми                                                                             |
| ----------------------------------- | ------------------------------------------------------------------------- | --------------------------------------------------------------------------------------------- |
| Размер в метри                      | 10−6 m (лабораторни плазми) до 102 m (светкавици) (~8 порядъка)           | 10−6 m (обвивки на космически апарати) до 1025 m (междугалактически мъглявини) (~31 порядъка) |
| Трайност в секунди                  | 10−12 s (лазерни плазми) до 107 s (флуоресцентни светлини) (~19 порядъка) | 101 s (слънчеви избухвания) до 1017 s (междугалактически плазми) (~16 порядъка)               |
| Плътност в частици на кубичен метър | 107 m−3 до 1032 m−3 (плазми в инерционни управляеми процеси)              | 1 m−3 (междугалактическа среда) до 1030 m−3 (звездни ядра)                                    |
| Температура в келвини               | ~0 K (кристални ненеутрални плазми) до 108 K (плазми в магнитен синтез)   | 102 K (полярно сияние) до 107 K (слънчево ядро)                                               |
| Магнитно поле в тесли               | 10−4 T (лабораторни плазми) до 103 T (импулсни плазми)                    | 10−12 T (междугалактическа среда) до 1011 T (край неутронни звезди)                           |

## Степен на йонизация
За съществуването на плазмата е необходима йонизация. Терминът „плътност на плазмата“ обикновено се отнася за „електронната плътност“, т.е. за броя на свободните електрони на единица обем. Степента на йонизация на плазмата е делът на атомите, които са загубили или приели електрони, и зависи предимно от температурата. Дори частично йонизиран газ със само 1% от атомите йонизирани може да има характеристиките на плазма, например да реагира на магнитни полета и да има висока електропроводимост. Степента на йонизация {\displaystyle \alpha } се дефинира като {\displaystyle \alpha ={\frac {n_{i}}{n_{i}+n_{n}}}}, където {\displaystyle n_{i}} е броят йони в единица обем, а {\displaystyle n_{n}} е броят неутрални атоми в единица обем. Електронната плътност е свързана със степента на йонизация чрез средното състояние на зареденост на йоните {\displaystyle \langle Z\rangle }: {\displaystyle n_{e}=\langle Z\rangle n_{i}}, където {\displaystyle n_{e}} е броят електрони в единица обем.
Плазмата понякога се нарича „гореща“, ако е почти напълно йонизирана, и „студена“, ако само малък процент от газовите молекули (примерно 1%) е йонизирана. Това е само едно от определенията за студена и гореща плазма, съществуват и други такива. Дори в „студената“ плазма температурата на електроните е от порядъка на хиляди градуса по Целзий. Технологичните плазми обикновено са студени плазми.

### Температура
Температурата на плазмата обикновено се измерва в келвини или електронволтове и е мярка за средната топлинна кинетична енергия на една частица. Обикновено поддържането на йонизацията, която е определящата характеристика на плазмата, изисква високи температури. Степента на йонизация се определя от отношението на електронната температура към йонизационната енергия (и донякъде към плътността), като връзката е уравнението на Саха. При ниски температури йоните и електроните са склонни да се рекомбинират в атоми и плазмата се превръща в газ.
В повечето случаи електроните са близко до топлинно равновесие и тяхната температура е относително добре дефинирана, дори тогава когато има съществени отклонения от разпределителната функция на Максуел-Болцман, дължащи се например на ултравиолетово излъчване или силни електрични полета. Заради съществената разлика в масите, електроните достигат топлинно равновесие помежду си сравнително бързо, отколкото с неутралните атоми или йони. Затова „йонната температура“ е може много да се различава (като обикновено е по-ниска) от „електронната температура“. Този ефект е особено силен при слабойонизирани технологични плазми, където йоните често са с температура, близка до тази на окръжаващата среда.
На основата на относителните температури на електроните, йоните и неутралните атоми, плазмите се класифицират като „термични“ и „нетермични“. Термичните плазми имат една и съща температура на йоните и електроните, т.е. различните частици са в термично равновесие помежду си, докато нетермичните имат значително по-ниска температура на йоните в сравнение с тази на електроните ({\displaystyle T_{e}\gg T_{n}}).

### Плазмен потенциал и квазинеутралност
Плазмата е много добър проводник и поради тази причина електрическите потенциали играят важна роля. Плазмен потенциал се нарича усреднената стойност на електрическия потенциал в дадена точка от обема на плазмата. В най-общия случай, ако в плазмата се внесе някакво тяло, потенциалът му ще бъде по-нисък от плазмения потенциал (поради възникването на т.нар. слой на Дебай); този потенциал се нарича плаващ потенциал. Поради добрата си електрическа проводимост плазмата се стреми да екранира всички електрически полета. В резултат на това се наблюдава явлението квазинеутралност, т.е. плътността на отрицателните заряди е приблизително равна на плътността на положителните заряди, ако се вземе достатъчно голям обем ({\displaystyle n_{e}=\langle Z\rangle n_{i}}), но в мащаба на дължината на Дебай може да има неравновесие на зарядите.
Hолемината на потенциалите и електрическите полета в плазмата може да се определи на базата на предположението, че е изпълнено условието на Болцман:
{\displaystyle n_{e}\propto e^{e\Phi /k_{B}T_{e}}}.
Оттук с диференциране може да се определи електрическото поле:
{\displaystyle {\vec {E}}=(k_{B}T_{e}/e)(\nabla n_{e}/n_{e})}.
Възможно е да се получат и плазми, които не са квазинеутрални. Пример за неквазинеутрална плазма е сноп електрони (например електронният лъч в електронен микроскоп, съдържащ само отрицателни заряди). Плътността на неквазинеутралната плазма трябва да е много ниска, в противен случай тя бързо се разпада под действие на електростатичните сили.
В астрофизичните плазми Дебайовото екраниране пречи на електрическите полета пряко да влияят на плазмата от разстояние, в порядък по-голямо от дължината на Дебай. Въпреки това от наличието на заредени частици плазмата създава и се влияе от магнитни полета. Това предизвиква изключително сложно поведение, като плазмените двойни слоеве – обекти, в които зарядите се разделят на няколко десетки дължини на Дебай. Динамитаката на плазми, взаимодействащи с външни и собствени магнитни полета е предмет на науката магнитохидродинамика.

## Често срещани плазми
Плазмата е най-разпространеното агрегатно състояние на материята във Вселената, както по маса, така и по обем, като според някои оценки над 99% от веществото във видимата Вселена е във вид на плазма. Като цяло видимата светлина от космоса идва от звездите, които са плазма с висока температура, при която излъчват във видимия спектър. В същото време повечето обикновена (барионна) материя във Вселената е разположена в междугалактическата среда, която също е плазма, но много по-гореща, поради което излъчва главно в рентгеновия спектър. Черните дупки също са образувани от акретиращо йонизирано вещество, т.е. плазма. В Слънчевата система междупланетното пространство е изпълнено с плазмата на слънчевия вятър, който се простира от Слънцето до Хелиопаузата.
През 1937 година Ханес Алфвен предполага, че плазмата е изобилна в космоса и може да пренася електрически токове, способни да създават галактически магнитни полета. След като получава Нобелова награда, той заявява, че тези токове могат да придават на космоса, включително на междузвездното и междугалактическото пространство, клетъчна структура. Днес тези хипотези са отхвърлени и се смята, че около 96% от общата енергийна плътност на Вселената е съставена не от плазма или друга форма на обикновената материя, а от съчетание на студена тъмна материя и тъмна енергия.
| Изкуствено създадени | Земни плазми | Космически и астрофизически плазми |
| --- | --- | --- |
| - В плазмените дисплеи, включително на телевизорите - В луминесцентните лампи - При ракетните и йонните двигатели - Зоната пред топлинния щит на космически апарати при навлизане в атмосферата - В коронноразрядни генератори на озон - При изследвания на термоядрен синтез - Електрическа дъга в дъгови лампи, електродъгови заваръчни устройства или плазмотрони - В плазмени топки - Дъги, създавани от трансформатори на Тесла - При производство на полупроводникови устройства, включително реактивно-йонно ецване и йонно-плазмено разпрашаване - Създавани от лазери - Индуктивно свързана плазма, обикновено в аргон при спектроскопия или масспектрометрия - Магнитно създадени плазми - Искри от статично електричество | - Мълнии - Огън на свети Елм - Високоатмосферни мълнии - Спрайтове - Йоносферата - Плазмасферата - Полярно сияние - Някои пламъци - Полярен вятър | - Слънцето и други звезди - Слънчев вятър - Междупланетна среда - Междузвездна среда - Междугалактическа среда - Акреционни дискове - Междузвездни мъглявини - Опашки на комети |

## Основни характеристики

### Честоти
- Ларморова честота на електрона, ъгловата честота на кръгово движение на електрона в плоскостта, перпендикулярна на магнитното поле:

{\displaystyle \omega _{ce}=eB/m_{e}c=1.76\times 10^{7}B{\mbox{rad/s}}}
- Ларморова честота на йона, ъгловата честота на кръгово движение на йона в плоскостта, перпендикулярна на магнитното поле:

{\displaystyle \omega _{ci}=eB/m_{i}c=9.58\times 10^{3}Z\mu ^{-1}B{\mbox{rad/s}}}
- Плазмена честота (честота на плазмените колебания), честота с която електроните трептят около равновесното си положение, бидейки преместени относително йоните:

{\displaystyle \omega _{pe}=(4\pi n_{e}e^{2}/m_{e})^{1/2}=5.64\times 10^{4}n_{e}^{1/2}{\mbox{rad/s}}}
- Йонна плазмена честота:

{\displaystyle \omega _{pi}=(4\pi n_{i}Z^{2}e^{2}/m_{i})^{1/2}=1.32\times 10^{3}Z\mu ^{-1/2}n_{i}^{1/2}{\mbox{rad/s}}}
- Честота на стълкновенията на електроните

{\displaystyle \nu _{e}=2.91\times 10^{-6}n_{e}\,\ln \Lambda \,T_{e}^{-3/2}{\mbox{s}}^{-1}}
- Честота на стълкновенията на йоните

{\displaystyle \nu _{i}=4.80\times 10^{-8}Z^{4}\mu ^{-1/2}n_{i}\,\ln \Lambda \,T_{i}^{-3/2}{\mbox{s}}^{-1}}

### Дължини
- Де Бройлева дължина на вълната на електрона, дължината на вълната на електрона в квантовата механика:

{\displaystyle \lambda \!\!\!\!-=\hbar /(m_{e}kT_{e})^{1/2}=2.76\times 10^{-8}\,T_{e}^{-1/2}\,{\mbox{cm}}}
- Минимално разстояние на сближение в класическия случай, минималното разстояние на което могат да се приближат две заредени частици при челен удар и начална скорост, съответстваща на температурата на частиците и с пренебрегване на квантово механичните ефекти:

{\displaystyle e^{2}/kT=1.44\times 10^{-7}\,T^{-1}\,{\mbox{cm}}}
- Жиромагнитен радиус на електрона, радиус на кръговото движение на електрона в равнина, перпендикулярна на магнитното поле:

{\displaystyle r_{e}=v_{Te}/\omega _{ce}=2.38\,T_{e}^{1/2}B^{-1}\,{\mbox{cm}}}
- Жиромагнитен радиус на йона, радиус на кръговото движение на йона в равнина, перпендикулярна на магнитното поле:

{\displaystyle r_{i}=v_{Ti}/\omega _{ci}=1.02\times 10^{2}\,\mu ^{1/2}Z^{-1}T_{i}^{1/2}B^{-1}\,{\mbox{cm}}}
- Скин-слой на плазмата, разстояние на което електромагнитните вълни могат да проникнат в плазмата:

{\displaystyle c/\omega _{pe}=5.31\times 10^{5}\,n_{e}^{-1/2}\,{\mbox{cm}}}
- Радиус на Дебай или дължина на Дебай, разстоянието на което електрическото поле е екранирано за сметка на преразпределението на електроните:

{\displaystyle \lambda _{D}=(kT/4\pi ne^{2})^{1/2}=7.43\times 10^{2}\,T^{1/2}n^{-1/2}\,{\mbox{cm}}}

### Скорости
- Топлинна скорост на електрона, формула за оценка на скоростта на електроните при разпределението на Максуел. Средната скорост, най-вероятната скорост и средноквадратичната скорост се отличават незначително от този израз:

{\displaystyle v_{Te}=(kT_{e}/m_{e})^{1/2}=4.19\times 10^{7}\,T_{e}^{1/2}\,{\mbox{cm/s}}}
- Топлинна скорост на йоните, формула за оценка на скоростта на йоните при разпределението на Максуел:

{\displaystyle v_{Ti}=(kT_{i}/m_{i})^{1/2}=9.79\times 10^{5}\,\mu ^{-1/2}T_{i}^{1/2}\,{\mbox{cm/s}}}
- Скорост на йонния звук, скорост на йонно звуковите вълни:

{\displaystyle c_{s}=(\gamma ZkT_{e}/m_{i})^{1/2}=9.79\times 10^{5}\,(\gamma ZT_{e}/\mu )^{1/2}\,{\mbox{cm/s}}}
- Алфвеновска скорост, скорост на Алфвеновите вълни:

{\displaystyle v_{A}=B/(4\pi n_{i}m_{i})^{1/2}=2.18\times 10^{11}\,\mu ^{-1/2}n_{i}^{-1/2}B\,{\mbox{cm/s}}}

### Безразмерни величини
- Квадратен корен на отношението маса на електрона и протона:

{\displaystyle (m_{e}/m_{p})^{1/2}=2.33\times 10^{-2}=1/42.9}
- Брой на частиците в сферата на Дебай:

{\displaystyle (4\pi /3)n\lambda _{D}^{3}=1.72\times 10^{9}\,T^{3/2}n^{-1/2}}
- Отношение на Алфвеновата скорост и скоростта на светлината

{\displaystyle v_{A}/c=7.28\,\mu ^{-1/2}n_{i}^{-1/2}B}
- Отношение на плазмената и ларморовската честота на електрона

{\displaystyle \omega _{pe}/\omega _{ce}=3.21\times 10^{-3}\,n_{e}^{1/2}B^{-1}}
- Отношение на плазмената и ларморовската честота на йона

{\displaystyle \omega _{pi}/\omega _{ci}=0.137\,\mu ^{1/2}n_{i}^{1/2}B^{-1}}
- Отношение на топлинната и магнитната енергия

{\displaystyle \beta =8\pi nkT/B^{2}=4.03\times 10^{-11}\,nTB^{-2}}
- Отношение на магнитната енергия и енергията на покой на йоните

{\displaystyle B^{2}/8\pi n_{i}m_{i}c^{2}=26.5\,\mu ^{-1}n_{i}^{-1}B^{2}}
| Форми на плазмата |                                                                                            | |
| Изкуствено създадена плазма - Плазмен дисплей, TV - Газов разряд в луминесцентна лампа - Плазмен ракетен двигател - Озонов генератор - Управляем термоядрен синтез - Електрическа дъга - Плазмени сфери - Дъгов разряд от трансформатор на Тесла - Плазма, създадена при взаимодействието на веществото с лазерно излъчване | Земна природна плазма - Мълния - Огън на свети Елмо - Йоносфера - Нискотемпературна плазма | Космическа и астрофизическа плазма - Слънце и други звезди - Слънчев вятър - Космическо пространство - Мъглявини |

## История на изследванията
Плазмата е идентифицирана за пръв път в тръба на Крукс и е описана през 1879 година по време на лекция на Британската асоциация за напредък на науката в Шефилд от Уилям Крукс, който я нарича „излъчващо вещество“. Природата на веществото в тръбата на Крукс е установена от Джоузеф Джон Томсън, който обявява резултатите си в лекция в Кралския институт през 1897 година.
Наименованието „плазма“ е въведено от Ървинг Лангмюр през 1928 година, вероятно защото светещите разряди приемат формата на тръбата на Крукс. Лангмюр описва наблюденията си така:
Освен в близост до електродите, където има обвивки, съдържащи много малко електрони, йонизираният газ съдържа йони и електрони в приблизително равен брой, така че резултантният пространствен заряд е много малък. Ще използваме наименованието плазма, за да опишем тази област, съдържаща балансирани заряди от йони и електрони.